# Brendon Urie
Brendon Boyd Urie (St. George, 12 de abril de 1987), ou também conhecido apenas como Brendon Urie, é um cantor e compositor norte-americano. Ele é um dos fundadores, vocalista e atualmente o único membro da formação original da banda Panic! At the Disco.

## Biografia
Brendon Boyd Urie nasceu no dia 12 de abril, em St. George, UT (EUA). Sua familia mudou-se para Las Vegas quando tinha 2 anos de idade.
É filho de Boyd e Grace Urie, uma família de mórmons, mas abandonou a religião no começo da carreira. 
Brendon sempre foi uma criança muito agitada, já que possuía e possui o transtorno de déficit de atenção e Hiperatividade (TDAH). Brendon já relatou em uma entrevista que os professores de sua escola ligavam para a mãe dele a perguntando quanto açúcar a mesma dava para seu filho. Na mesma entrevista, ele também disse que com uma certa idade ele tinha sido diagnosticado com TDAH e a partir daquele momento começou a tomar medicamentos.
Estudou em Palo Verde High School em Las Vegas. Durante o colegial, trabalhou num 'Tropical Café Smoothies' em sua cidade, e segundo pessoas que trabalharam com ele, era um cara quieto e tímido, que cantava (alto demais) as músicas que tocavam no rádio. Foi expulso de casa quando decidiu não fazer faculdade de direito para seguir a carreira musical. Foi eleito uma das estrelas mais quentes abaixo dos 25 anos pela revista “Spin”. Participou do clipe de "A Little Less Sixteen Candles, A Little More Touch Me" e também participou dos vocais da música 7 Minutes In Heaven, ambos da banda Fall Out Boy. Também gravou 20 Dollar Nose Bleed juntamente com a banda. Foi essa mesma banda que abriu ao Panic! At the Disco as portas para o sucesso. Participa também dos vocais da música "Don't Wake me Up", da banda The Hush Sound.
Brendon e seus companheiros da banda participaram do clipe "Clothes Off" da banda Gym Class Heroes, vestidos com fantasias de animais. Foi atingido por uma garrafa, em 2006, durante um show no Reading Festival e chegou a cair no palco, mas levantou e continuou a apresentação. Tocava guitarra quando entrou na banda, mas virou vocalista assim que os membros da banda descobriram seu potencial vocal.
Ele e sua banda ganharam de Madonna, Christina Aguilera, Shakira e Red Hot Chili Peppers na categoria de vídeo do ano, com I Write Sins Not Tragedies no VMA 2006.
Fez há pouco tempo uma tatuagem de teclas de piano no braço esquerdo. Um amigo do segurança da banda fazia tatuagens em San Bernardino na Califórnia, então ele teve a ideia de fazer as teclas de um piano saindo de seu braço. Poder se tornar 'metade piano' seria demais, segundo Brendon. A poucos meses Brendon adornou essas teclas com flores coloridas, num estilo muito havaiano.
O segundo CD que a banda fez, Pretty. Odd, pareceu ser um CD bem mais "calmo" do que "A Fever You Can't Sweat Out". Segundo Brendon, eles se inspiraram nos Beatles para fazer esse segundo álbum. 
Em algumas de suas entrevistas, ao ser indagado sobre o hobbie da banda em tempo livre, o mesmo confirma que ele e Spencer adoram visitar bons restaurantes, jogar pingue-pongue, além de tocar suas músicas favoritas (músicas da banda The Beatles).
O terceiro disco da banda, agora formada apenas por Brendon Urie foi lançado em 22 de março de 2011, chamado Vices & Virtues. Too Weird to Live, Too Rare to Die! é o quarto álbum de estúdio da banda e foi lançado em 8 de outubro de 2013. O álbum estreou em 2º lugar da USA Billboard 200, ficando atrás apenas de "Bangerz", da cantora Miley Cyrus. O quinto álbum chamado Death Of A Bachelor foi lançado em 15 de janeiro de 2016, e é o primeiro álbum da banda a chegar ao topo da US Billboard 200, com 190 mil cópias vendidas.
Em janeiro de 2016, em um bate-papo com fãs, questionado se aceitaria fazer uma reunião com os ex-integrantes da banda, Brendon respondeu "Não". Também em 2016, a banda foi indicada ao Grammy na categoria de Melhor Álbum de Rock, porém o prêmio foi dado ao Cage the Elephant. 
Em 2017, a Death of a Bachelor Tour foi eleita pela Billboard como a turnê mais rentável do primeiro trimestre, com uma arrecadação de quase 8 milhões de dólares e um público de 170 mil pessoas, ficando na frente de nomes como Bruno Mars, Ed Sheeran e The Weeknd. Em 22 de junho de 2018 lançou o CD Pray for the Wicked.
A música High Hopes ganhou um certo destaque dentro do álbum, batendo record na billboard ao ficar com o maior número de semanas na primeira posição Rock Songs Chart.

## Vida pessoal

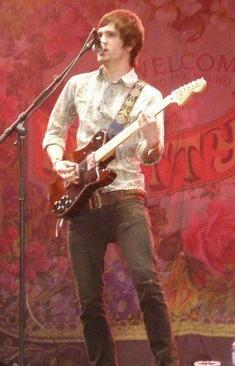
Brendon Urie at the Hove Festival in Norway, June 24, 2008.

Urie se casou com Sarah Orzechowski em 27 de abril de 2013, depois de anunciar seu noivado em setembro de 2011. Os dois se conheceram brevemente em um dos shows de Urie e, oito meses depois, Hayley Williams, do Paramore, levou Sarah para um dos shows de Urie e os reapresentou. A música "Sarah Smiles" do álbum Vices & Virtues foi inspirada em Orzechowski.
Em 2013, Urie disse que "experimentou" ficar com homens, mas afirmou: "Acho que, se tivesse que me classificar, diria que sou heterossexual". Em julho de 2018, Urie se descreveu como pansexual e declarou "Sou casado com uma mulher e estou muito apaixonado por ela, mas não sou contra um homem porque, para mim, gosto de uma pessoa. Sim, eu acho que poderia me qualificar como pansexual porque eu realmente não me importo. Se uma pessoa é ótima, então ela é ótima. Eu gosto de pessoas boas, se seu coração está no lugar certo. Definitivamente, sou atraído por homens ou mulheres. São apenas as pessoas que me atraem."

## Discografia

### Singles

#### Como artista convidado
| 2014                                                                           | "Love in the Middle of a Firefight" (Dillon Francis com participação de Brendon Urie) | —  | 45 | — | —  | —  | —  | — | —  | — |                                                                                     | Money Sucks, Friends Rule |
| 2018                                                                           | "Roses" (Benny Blanco e Juice Wrld com participação de Brendon Urie)                  | 85 | —  | — | 58 | 81 | 38 | — | —  | — | - RIAA: Ouro - MC: Platina                                                          | Friends Keep Secrets      |
| 2019                                                                           | "Me!" (Taylor Swift com participação de Brendon Urie do Panic! at the Disco)          | 2  | 8  | 2 | 2  | 5  | 9  | 3 | 11 | 3 | - RIAA: Platina - ARIA: Platina - BPI: Ouro - MC: Platina - RMNZ: Ouro - ZPAV: Ouro | Lover                     |
| "—" denota canções que não entraram nas paradas ou não foram lançados no país. |                                                                                       |    |    |   |    |    |    |   |    |   |                                                                                     |                           |

### Singlespromocionais
| Ano  | Canção                                                               | Álbum                         |
| ---- | -------------------------------------------------------------------- | ----------------------------- |
| 2014 | "Keep On Keeping On" (Travie McCoy com participação de Brendon Urie) | Não adicionado à nenhum álbum |

### Outras aparições
| Ano  | Canção         | Outro(s) artista(s) | Álbum               |
| ---- | -------------- | ------------------- | ------------------- |
| 2015 | "Molly"        | Lil Dicky           | Professional Rapper |
| 2016 | "It Remembers" | Every Time I Die    | Low Teens           |